# Hedyotis yangchunensis
Hedyotis yangchunensis là một loài thực vật có hoa trong họ Thiến thảo. Loài này được W.C.Ko & Zhang mô tả khoa học đầu tiên năm 1995.